# Isabel Siebert
Isabel Pfeiffer (geb. Siebert) (* 30. März 1977 in Potsdam-Babelsberg) ist eine deutsche Politikerin (FDP) und lebt in Leipzig. Im Jahr 2009 war sie kurzzeitig Mitglied des Sächsischen Landtags.

## Politik
Pfeiffer gehört seit 1997 der FDP und den Jungen Liberalen an und ist seit 2000 Vorstandsmitglied der FDP in Leipzig.
Bei den Kommunalwahlen am 7. Juni 2009 wurde Pfeiffer in den Leipziger Stadtrat und am 30. August 2009 bei der Landtagswahl 2009 über die Landesliste der FDP Sachsen in den Sächsischen Landtag gewählt. Bereits im November 2009 kündigte sie an, ihr Mandat niederzulegen und als Pressesprecherin in das Sächsische Staatsministerium für Wirtschaft, Arbeit und Verkehr unter Minister Sven Morlok – ebenfalls FDP – zu wechseln.
Im Januar 2010 spekulierten die Zeitungen Dresdner Morgenpost und Sächsische Zeitung über eine möglicherweise zu hohe Eingruppierung Pfeiffers als Referatsleiterin, worüber Linke, SPD und Grüne Aufklärung verlangten. Kritisiert wurde weiterhin, dass Pfeiffer den bis dato für die Tätigkeit als Pressesprecherin notwendigen Hochschulabschluss nicht besitzt. Der sächsische FDP-Generalsekretär Torsten Herbst wies die Behauptungen als Teil einer „negativen Kampagne [...] aus Halbwahrheiten und Vermutungen“ zurück. Die Klage eines Mitbewerbers gegen die Postenvergabe und Eingruppierung Pfeiffers wurde im März 2012 vom Verwaltungsgericht Dresden abgewiesen.
Am 20. März 2012 wurde bekannt, dass die Stelle des Pressesprechers im Sächsischen Staatsministerium für Wirtschaft, Arbeit und Verkehr neu besetzt werden soll. Pfeiffer wurde mit der Leitung der Stabsstelle Presse- und Öffentlichkeitsarbeit des Landesamts für Straßenbau und Verkehr betraut.